# Philippe III (roi d'Espagne)
Pour les articles homonymes, voir Philippe III.
 (décembre 2023).
Si vous disposez d'ouvrages ou d'articles de référence ou si vous connaissez des sites web de qualité traitant du thème abordé ici, merci de compléter l'article en donnant les références utiles à sa vérifiabilité et en les liant à la section « Notes et références ».
Philippe III (ou Felipe III en espagnol) est un roi espagnol de la maison de Habsbourg né le 14 avril 1578 à Madrid et mort le 31 mars 1621 dans la même ville. Fils de Philippe II et de sa nièce Anne d'Autriche, il est roi d'Espagne, de Naples, de Sicile et de Portugal (« Philippe II ») de 1598 à sa mort.

## Biographie

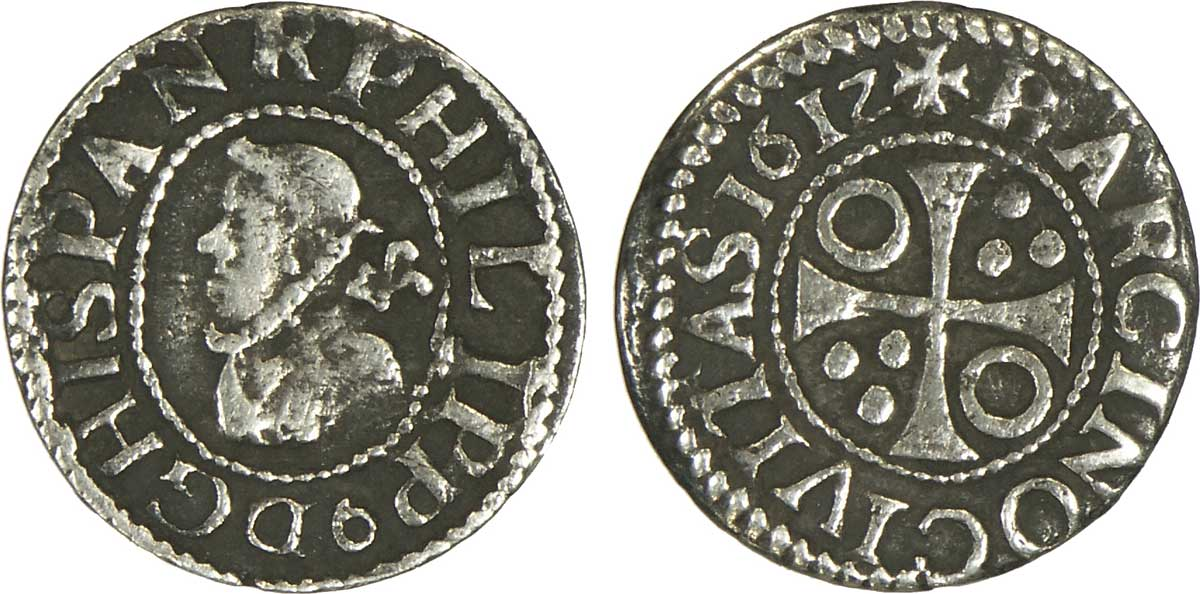
Un demi réal à l'effigie de Philippe III.

Il est le quatrième enfant du roi Philippe II et de sa quatrième épouse et nièce Anne d'Autriche, fille de l'empereur Maximilien II et de Marie d'Autriche, infante d'Espagne. Ses trois frères aînés, Ferdinand, Charles et Diègue, sont morts durant l'enfance, sa mère meurt en 1580 en donnant naissance à son cinquième enfant, une petite fille morte à l'âge de deux ans.

### Un roi sous influence
Philippe II aurait déclaré que Dieu ne lui avait pas donné un fils capable de régir ses vastes domaines. À sa mort, le 13 septembre 1598, Philippe III laisse en effet la direction du gouvernement à des favoris.
Sa devise est Dominus mihi adiutor (« Dieu est mon aide »). On la retrouve sur des plaques de cheminées en fonte datées de 1608 (à l'occasion de son trentième anniversaire) en Belgique et en Lorraine.
Philippe III est un jeune homme pâle, effacé, apathique, flegmatique et dévot.  Son unique passion est la chasse, mais  il est également un musicien avisé. Il n'a ni énergie ni capacités pour gouverner. Il se tourne donc vers le duc de Lerma (de 1598 à 1618), son favori, pour gouverner à sa place. Le duc d'Uceda, fils du duc de Lerma, succède à son père et est le favori du roi de 1618 à 1621. C'est d'ailleurs sous le règne de Philippe III que la pratique du favori qui gouverne à la place du souverain est inaugurée.
Cependant, le duc de Lerma et son fils trouvent une opposition active en la personne de la reine Marguerite qui, elle aussi, exerce une profonde influence sur son mari. La jeune reine meurt en couches en 1611, laissant le champ libre aux favoris.  Durant son règne, Philippe III crée vingt marquis et vingt-cinq comtes.

### L’Espagne gouvernée par les favoris
La faiblesse du royaume d’Espagne tient d'abord à la personnalité du roi et le rôle de son favori dans le gouvernement. L’Espagne est donc gouvernée par des « validos », des favoris qui ne sont pas tout à fait des Premiers ministres. Le roi leur délègue son autorité et l'exercice du pouvoir. Le valido étudie les affaires et propose des solutions, le roi y adhère en général sans plus d'examen ; la signature du valido a la même valeur que celle du roi. Les validos se succèdent au détriment du royaume et du crédit royal. Ainsi, durant le règne de Philippe III, deux validos se succèdent :
- le duc de Lerma de 1598 à octobre 1618 ;
- le duc d'Uceda, fils du précédent, de 1618 à la mort du roi, en 1621[2].

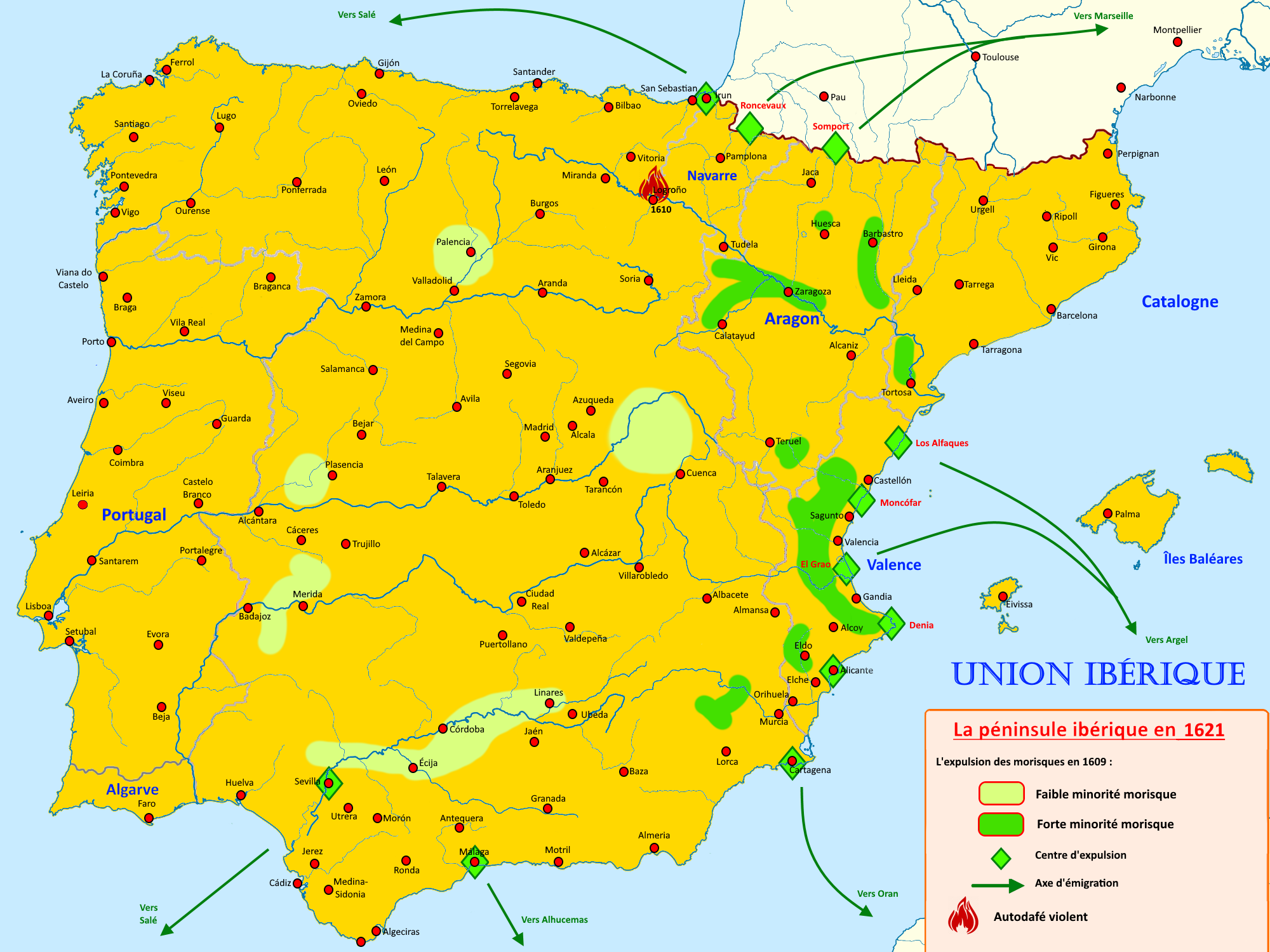
L'union ibérique sous Philippe III

### La situation économique et politique sous le règne dePhilippeIII
L'Espagne s'enfonce dans une crise économique due à l'épuisement des métaux précieux en provenance d'Amérique et aux guerres coûteuses. À la suite de la banqueroute de l’Espagne en 1607, Philippe III fait abolir la dette publique et doit recourir à une nouvelle cessation de paiement à ses banquiers. 
Profondément religieux, Philippe III ordonne en 1609 l'expulsion de tous les Morisques, descendants de musulmans convertis de force après 1492. 
L'Espagne signe la même année  une trêve de douze ans avec les Provinces-Unies. En 1610, l'assassinat du roi Henri IV de France permet l’avènement du jeune Louis XIII, alors âgé de neuf ans. La régence, confiée à la reine-mère Marie de Médicis, marque le début d'une politique pacifiste de rapprochement avec la maison de Habsbourg. À ce titre, elle conclut les mariages de ses enfants avec ceux du roi d'Espagne : en 1615, Louis XIII de France épouse l'infante Ana María, fille aînée du roi d'Espagne (que les Français nomment par la suite Anne d'Autriche) et Élisabeth de France (que les Espagnols nomment de leur côté Isabel de Borbón) épouse le prince des Asturies, futur Philippe IV.
C'est également sous Philippe III qu'éclate la guerre de Trente Ans (1618-1648), dans laquelle il prend parti pour sa maison, la maison d'Autriche, et qu'ont lieu la conjuration de Venise (1618), ainsi que l'occupation par les troupes espagnoles de la Valteline (1620).
En 1618, il reçoit Laurent de Brindes qui vient plaider la cause des Napolitains confrontés au vice-roi duc d'Osuna. Ce dernier, victime de ses intrigues (ou de ses détracteurs) est démis et enfermé dans une forteresse.

### La mort dePhilippeIII
Compromis dans différentes affaires, le duc de Lerma est renvoyé en 1618 et remplacé par son fils, le duc d'Uceda, mais celui-ci n'a pas le temps de réformer l'État car le roi meurt dès 1621.
La mort du roi révèle la pesanteur du cérémonial de la cour espagnole. Malade depuis plusieurs années, le roi se plaint de la chaleur de la pièce. Le serviteur préposé à la cheminée étant absent, personne n'éteint le feu. Le roi meurt de déshydratation.

## Mariage et descendance

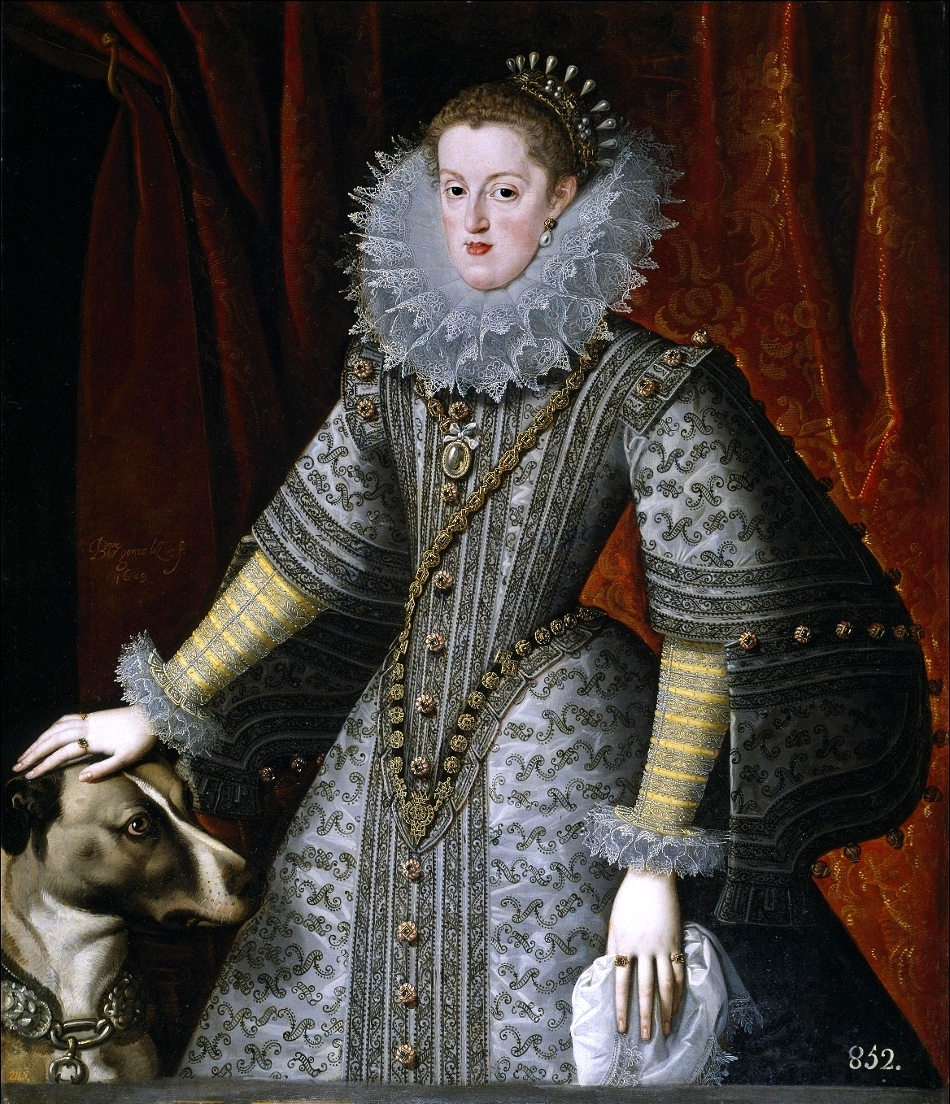
Marguerite d'Autriche-Styrie en 1609.

Le 18 avril 1599, Philippe III épouse sa cousine Marguerite d'Autriche-Styrie, sœur de l'empereur Ferdinand II. Ils eurent huit enfants :
- Anne (1601 – 1666), mariée en 1615 à Louis XIII, roi de France et de Navarre (1601 – 1643), mère de Louis XIV de France ;
- Marie (1er février 1603 – 2 février 1603) ;
- Philippe IV (1605 – 1665), roi d'Espagne, marié en 1615 à Élisabeth de France (1602 – 1644) puis en 1649 à Marie-Anne d'Autriche (1634 – 1696) ;
- Marie-Anne (1606 - 1646), mariée en 1631 à Ferdinand III, empereur romain germanique (1608 – 1657) ;
- Charles d'Autriche (1607 – 1632) ;
- Ferdinand (1609 – 1641), cardinal-archevêque de Tolède, gouverneur des Pays-Bas espagnols ;
- Marguerite Françoise (1610 – 1617) ;
- Alphonse Maurice (22 septembre 1611 – 16 septembre 1612).